# Fernandezina nica
Espèce
Fernandezina nica est une espèce d'araignées aranéomorphes de la famille des Palpimanidae.

## Distribution
Cette espèce est endémique du Rio Grande do Sul au Brésil,. Elle se rencontre à São Francisco de Paula entre 850 et 950 m d'altitude.

## Description
Le mâle holotype mesure 2,79 mm et la femelle paratype 3,29 mm, les mâles mesurent de 2,50 à 2,85 mm et les femelles de 3,24 à 3,77 mm.

## Systématique et taxinomie
Cette espèce a été décrite par Ott et Ott en 2015.

## Publication originale
- Ott & Ott, 2015 : « A new species of Fernandezina (Araneae, Palpimanidae) from southern Brazil. » Iheringia, Série Zoologia, vol. 104, no 4, p. 446-450 (texte intégral).